# Área metropolitana de St. Cloud
El Área Metropolitana de St. Cloud, definida oficialmente como Área Estadística Metropolitana de St. Cloud MN MSA por la Oficina del Censo de los Estados Unidos; es un Área Estadística Metropolitana centrada en la ciudad St. Cloud, estado de Minnesota, Estados Unidos.
Con una población de 189.093 habitantes según el censo de 2010.

## Composición
Los 2 condados que conforman el área metropolitana y su población según los resultados del censo 2010:
- Benton – 38.451
- Stearns – 150.642 habitantes (que a su vez es parte también del Área Estadística Metropolitana Combinada de Minneapolis-St. Paul-St. Cloud, MN-WI, CSA)